# Charlot și Fatty cheflii
Charlot și Fatty cheflii (în engleză The Rounders) este un film american de comedie din 1914 produs de Mack Sennett și  scris și regizat de Charlie Chaplin. În alte roluri interpretează actorii Roscoe Arbuckle, Phyllis Allen și Minta Durfee. Este a 26-a comedie a lui Chaplin produsă la Keystone Studios.

## Prezentare
Un petrecăreț beat (Chaplin) se întoarce acasă unde este mustrat aspru de către soția sa. Apoi, vecinul său (Arbuckle), în aceeași stare de ebrietate, se întoarce acasă unde este primit rece de către soția sa și încep să se bată. Soția îl lovește și soțul începe să o strângă de gât. Primul cuplu aude zgomotul provocat de altercația fizică a celuilalt cuplu aflat în camera cealaltă dincolo de hol. Soția primului petrecăreț  îl trimite pe acesta să vadă despre ce este vorba. Cei doi bărbați se împrietenesc, iau pe  ascuns banii soțiilor și fug împreună într-o cafenea, unde provoacă alte necazuri. Soțiile lor îi urmăresc, dar aceștia fug din nou, de data aceasta cu o barcă cu vâsle. Barca însă nu este etanșă și, când cei doi adorm, apa începe să intre barcă. Filmul se termină când cei doi dorm buștean, apa crește și ei dispar în cele din urmă sub apă.

## Distribuție
- Charles Chaplin - Reveller
- Roscoe Arbuckle - vecinul lui Charlie
- Phyllis Allen - soția lui  Charlie
- Minta Durfee - soția lui  Roscoe
- Al St. John - Bellhop/Waiter
- Jess Dandy - Diner
- Wallace MacDonald - Diner
- Charley Chase - Diner
- Billy Gilbert - Doorman in blackface (nemenționat)
- Cecile Arnold - Hotel Guest  (nem.)
- Dixie Chene - Diner  (nem.)
- Edward F. Cline -  Hotel Guest in Lobby  (nem.)
- Ted Edwards - Cop  (nem.)
- William Hauber - Waiter  (nem.)
- Edgar Kennedy -  Bit Part  (nem.)